# Бальфур, Эрл
Э́рл Фре́дерик Ба́льфур (англ. Earl Frederick Balfour; 4 января 1933, Торонто — 27 апреля 2018) — канадский хоккеист, левый нападающий, выступавший на профессиональном уровне в период 1952—1961 годов. Играл в Национальной хоккейной лиге за такие клубы как «Торонто Мейпл Лифс» и «Чикаго Блэкхокс». Обладатель Кубка Стэнли.

## Биография
Эрл Бальфур родился 4 января 1933 года в городе Торонто провинции Онтарио, Канада.
Начал карьеру хоккеиста в 1949 году в местной молодёжной команде «Торонто Марлборос», выступавшей в юниорской Хоккейной ассоциации Онтарио. Провёл здесь три сезона, после чего стал привлекаться в состав главного хоккейного клуба города «Торонто Мейпл Лифс» и дебютировал в Национальной хоккейной лиге.
В 1950-х годах выступал в основном в Американской хоккейной лиге за клубы «Питтсбург Хорнетс» и «Рочестер Американс», где достаточно успешно исполнял роль левого нападающего, заработал репутацию хорошего специалиста по игре в меньшинстве.
В сезоне 1958/59 присоединился к другому клубу НХЛ «Чикаго Блэкхокс» и сразу же закрепился в его основном составе. В сезоне 1960/61 завоевал с «Ястребами» Кубок Стэнли.
Впоследствии перешёл из чемпионского «Чикаго» в «Бостон Брюинз», однако так и не провёл в новой команде ни одного матча — во время тренировочного лагеря из-за конфликта с главным тренером Филом Уотсоном был отчислен из состава. Позже приглашался Сидом Абелем в «Детройт Ред Уингз», но и здесь не нашёл своего места. В итоге ему так и не удалось снова заиграть в лиге, в общей сложности он провёл в НХЛ 288 матчей, в которых забросил 30 шайб и выполнил 22 голевые передачи. При этом за всё время набрал 78 штрафных минут.
Таким образом, после череды неудачных переходов вторую половину 1960-х годов Бальфур провёл в любительской Хоккейной ассоциации Онтарио, где представлял такие клубы как «Галт Хорнетс», «Торонто Марлборос» и «Ориллия Терриерс». Трижды включался во вторую символическую сборную всех звёзд лиги (1965, 1966, 1967), в отдельных сезонах являлся играющим тренером.
Завершив спортивную карьеру, с семьёй проживал в Кеймбридже. Был женат, имел девятерых детей.
В последние годы безуспешно боролся с раком. Умер 27 апреля 2018 года в Гуэлфе в возрасте 85 лет.